# Lijst van voetbalinterlands Andorra - Liechtenstein (vrouwen)
Deze lijst van voetbalinterlands is een overzicht van alle officiële voetbalinterlands tussen de nationale vrouwenteams van Andorra en Liechtenstein. De landen hebben tot nu toe twee keer tegen elkaar gespeeld.

## Wedstrijden
| № | Plaats           | Datum             | Competitie        | Wedstrijd               | Uitslag |
| - | ---------------- | ----------------- | ----------------- | ----------------------- | ------- |
| 1 | Triesen          | 18 september 2021 | Vriendschappelijk | Liechtenstein − Andorra | 2 − 4   |
| 2 | Andorra la Vella | 3 september 2022  | Vriendschappelijk | Andorra − Liechtenstein | 3 − 1   |

## Samenvatting
| Competitie        | Totaal gespeeld | Winst Andorra | Gelijk | Winst Liechtenstein | Doelsaldo Andorra – Liechtenstein |
| ----------------- | --------------- | ------------- | ------ | ------------------- | --------------------------------- |
| Vriendschappelijk | 2               | 2             | 0      | 0                   | 7 − 3                             |
| Totaal            | 2               | 2             | 0      | 0                   | 7 − 3                             |